# Georges Bradberry
Georges Bradberry, né le 27 mars 1878 à Maromme et mort le 8 mars 1959 à Rouen, est un peintre de l'École de Rouen.

## Biographie
Georges Bradberry est le fils de Louis Ernest Harlington Bradberry (1848  Londres-1941 Yvetot) et de Marie Aglaé Lanfray (1851 Maromme-1879 Maromme).
Élève de l'École des beaux-arts de Rouen.
Vice-président de la Société des Artistes Rouennais de 1910 à 1914. A produit essentiellement des pastels et des gouaches. Beaucoup de sous-bois, de champs et vallons, avec des effets de brume ou brouillard. Mais également des toiles peintes au gré de ses longues promenades dans le marais des boucles de la Seine (Jumièges, Le Mesnil-sous-Jumièges, Yville-sur-Seine, notamment). En outre, il s'est rendu en différents lieux de Bretagne dont la lumière lui offrait la même possibilité de laisser exprimer toute une variété de subtilités dans les tons qu'il privilégiait (ocres, bleus).
Bradberry participe, avec d'autres, dont Joseph Delattre, qui fut son maître, à la fondation de la Société des Artistes rouennais ; il y expose dès 1907. Spécialiste de l'école de Rouen, François Lespinasse dans son ouvrage sur L'École de Rouen indique que l'artiste apprécie l'usage du pastel (« effets champêtres avec une notation très subtile (...) »).
L'œuvre de l'artiste était présente lors de l'exposition organisée début 2011 à l'Atelier Grognard à Rueil-Malmaison sur l'école de Rouen.